# Histoire des universités européennes
 (juin 2015).
Si vous disposez d'ouvrages ou d'articles de référence ou si vous connaissez des sites web de qualité traitant du thème abordé ici, merci de compléter l'article en donnant les références utiles à sa vérifiabilité et en les liant à la section « Notes et références ».

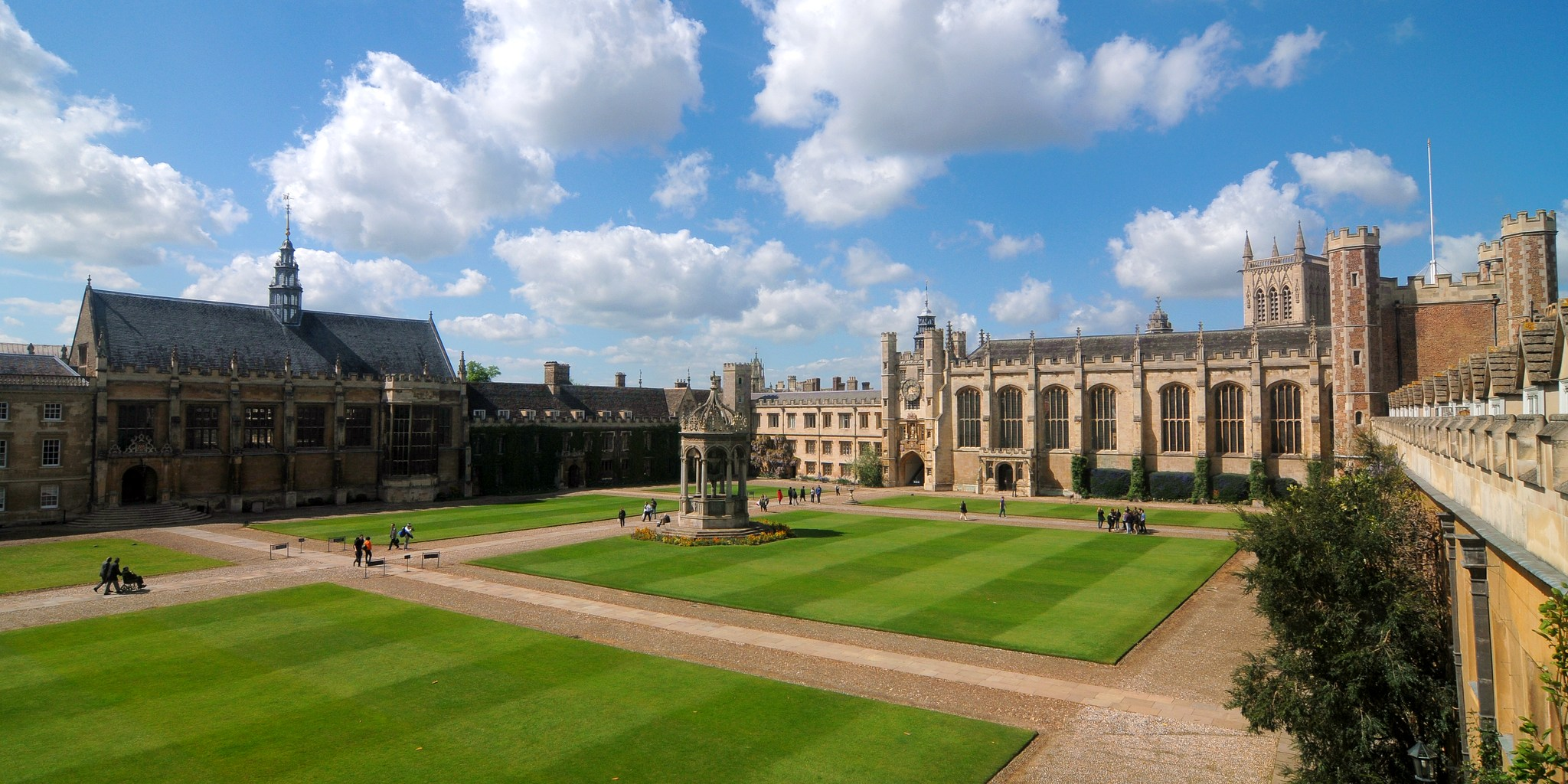
Cours du Trinity College (Cambrige)

Les universités de recherche européennes datent de la fondation de l'Université de Bologne en 1088 ou de l'Université de Paris (autour de 1160-1170). Les premières universités médiévales ont eu leurs débuts chez les écoles de l'église catholique.

## Explications
Au XVIIIe siècle, les universités publiaient des revues académiques, et au XIXe siècle, les modèles universitaire allemands et français universitaires étaient établis. En France, Gaspard Monge a fondé l'École polytechnique en 1794. Cette école devient une académie militaire sous Napoléon en 1804. En Allemagne, le modèle établi par Wilhelm von Humboldt se base sur des idéaux libéraux comme l'importance de la liberté et des laboratoires. Jusqu'au début du XXe siècle, les universités n'étaient pas ouvertes au public et étaient influencées par la religion.

### Les premières universités européennes
L'Université de Bologne, crée en 1088, est généralement considérée[Par qui ?] comme étant la première université européenne[réf. nécessaire]. Cependant, cette affirmation était utilisée comme symbole de l'unité nationale italienne[réf. nécessaire]. Ceci fait en sorte que plusieurs[Qui ?] questionnent l'exactitude de cette affirmation. Autrement, l'Université de Paris serait la première université[réf. nécessaire].

### La propagation des universités européennes
Les universités Européennes ont réussi à se propager partiellement parce que plusieurs groupes se sont séparés des grandes universités afin de promouvoir leurs idées ; l'Université de Paris a mené à la création de plusieurs universités dans le nord tandis que l'Université de Bologne a conduit à la création de plusieurs universités dans le sud. Plusieurs chefs[Quoi ?] ont aussi créé des universités afin d'augmenter leur pouvoir et leur popularité. Par exemple, Frederic II a créé l'Université de Naples en 1224 afin de former des avocats et des administrateurs qui pouvaient faire face au pouvoir de l'université de Bologne, qui était sous le service de la Ligue lombarde.